# 1980年代電子遊戲界

《吃豆人》（1980年）

1980年代是电子游戏业的第二个十年，电子游戏在这个年代经过大起大落。该年代初期正是街机界如日中天之时，1970年代后半段的巨头雅达利等，仍然支配者市场。随着第三方游戏的过饱和，家用电脑的兴起，以及游戏品质的低劣，北美游戏市场骤然崩溃，产业几近崩溃。
1983年，任天堂的红白机在日本发售。北美亦由街机时代转向游戏机时代，而填补空白的是红白机的美版Nintendo Entertainment System（NES）；但直到此时，投资者仍多认为电子游戏风潮已过。之后世嘉和任天堂展开游戏机大战。任天堂亦于1989年推出畅销掌上游戏机Game Boy。

## 畅销游戏列表
需要说明，1980年代除了FC游戏外，其他电子游戏销量数据未必公开准确。该表不能精确反应整个年代。
| 排位 | 作品                  | 发行时间       | 系列       | 开发商 | 平台       | 销量      |
| ---- | --------------------- | -------------- | ---------- | ------ | ---------- | --------- |
| 1    | 超级马里奥兄弟        | 1985年9月13日  | 超级马里奥 | 任天堂 | 红白机     | 4024万    |
| 2    | 俄罗斯方块 (Game Boy) | 1989年6月14日  | 俄羅斯方塊 | 任天堂 | Game Boy   | 3500万    |
| 3    | 打鸭子                | 1984年4月21日  | －         | 任天堂 | 红白机     | 2831万    |
| 4    | 超級瑪利歐樂園        | 1989年4月21日  | 超级马里奥 | 任天堂 | Game Boy   | 1814万    |
| 5    | 超級瑪利歐兄弟3       | 1988年10月23日 | 超级马里奥 | 任天堂 | 红白机     | 1728万    |
| 6    | 超级马里奥兄弟USA     | 1988年10月9日  | 超级马里奥 | 任天堂 | 红白机     | 746万     |
| 7    | 吃豆人 (雅达利2600)   | 1982年3月      | 吃豆人     | 雅達利 | 雅達利2600 | 700万     |
| 8    | 塞尔达传说            | 1986年2月21日  | 薩爾達傳說 | 任天堂 | FC磁碟機   | 651万     |
| 9    | 林克的冒險            | 1987年1月14日  | 薩爾達傳說 | 任天堂 | FC磁碟機   | 438万     |
| 10   | 越野机车              | 1984年11月30日 | －         | 任天堂 | 红白机     | 416万     |
| 10   | 陷阱                  | 1982年4月20日  | 陷阱       | 动视   | 雅达利2600 | 400万以上 |